# جارچلو (ارومیه)
جارچلو (ارومیه)، روستایی از توابع بخش مرکزی شهرستان ارومیه در استان آذربایجان غربی ایران است.

## جمعیت
این روستا در دهستان بکشلوچای قرار دارد و براساس سرشماری مرکز آمار ایران در سال ۱۳۸۵، جمعیت آن ۱٬۳۸۰ نفر (۳۷۰خانوار) بوده‌است.